# Amphipoea brunnea-flavo
Amphipoea brunnea-flavo là một loài bướm đêm trong họ Noctuidae.